# Komisariat Straży Granicznej „Filipów”
Komisariat Straży Granicznej „Filipów” – jednostka organizacyjna Straży Granicznej pełniąca służbę ochronną na granicy polsko-niemieckiej w 1939 roku.

## Formowanie i zmiany organizacyjne
Rozkazem nr 2 z 16 stycznia 1939 roku w sprawie przejęcia odcinka granicy polsko-niemieckiej od Korpusu Ochrony Pogranicza na terenie Mazowieckiego Okręgu Straży Granicznej oraz przekazania Korpusowi Ochrony Pogranicza odcinka granicy na terenie Wschodniomałopolskiego Okręgu Straży Granicznej, komendant Straży Granicznej płk Jan Gorzechowski utworzył na terenie Obwodu Straży Granicznej „Suwałki” komisariat Straży Granicznej „Filipów”. Etat komendy:2 oficerów, 3 szeregowych,1 bryczka, 2 konie, 3 kbk z bagnetem, 3 pistolety.
Rozkazem nr 2 z 16 stycznia 1939 roku w sprawie przejęcia odcinka granicy polsko-niemieckiej od Korpusu Ochrony Pogranicza na terenie Mazowieckiego Okręgu Straży Granicznej oraz przekazania Korpusowi Ochrony Pogranicza odcinka granicy na terenie Wschodniomałopolskiego Okręgu Straży Granicznej, w związku z przekazaniem Korpusowi Ochrony Pogranicza ochrony części granicy południowej Państwa na odcinku między przełęczą Użocką, a stykiem granicy polsko-rumuńsko-czechosłowackiej, komendant Straży Granicznej płk Jan Gorzechowski zarządził likwidację komisariatu Straży Granicznej „Smorze”. Nakazał, by z dniem 1 lutego 1939 komisariat „Smorze” wraz z placówką II linii i czterema placówkami I linii utworzył komisariat SG „Filipów”i placówki I linii: Czarne, Filipów, Bakałarzewo i Gębałówka. Rozkazem nr 5 z 3 marca 1939 roku w sprawie zmian organizacyjnych [...], komendant Straży Granicznej gen. bryg. Walerian Czuma zmienił nazwę placówki I linii „Gębałówka” na „Karolin”.
Na czas wojny komisariat Filipów, wspólnie z 2/3 pułku szwoleżerów mazowieckich, miał osłaniać kierunek Filipów – Suwałki . W przypadku silnego naporu wojsk niemieckich komisariat miał stawiać opór i niszcząc przeprawy wycofać się na wzgórza Chmielówka i tam przejść pod bezpośrednie rozkazy dowódcy 2 szwadronu 3 pułku szwoleżerów. W przypadku dalszego naporu nieprzyjaciela, komisariat miał wycofać się w rejon Płociczna. W tym rejonie oddziały Straży Granicznej miały zostać wzmocnione plutonami leśnymi, zorganizowanymi z pracowników leśnictw i straży leśnej .

## Komenda komisariatu
| Komendanci komisariatu           | Komendanci komisariatu | Komendanci komisariatu |
| stopień                          | imię i nazwisko        | okres pełnienia służby |
| -------------------------------- | ---------------------- | ---------------------- |
| podkomisarz                      | Piotr Łazarewicz       | 28 I 1939              |
| Zastępcy komendantów komisariatu |                        |                        |
| przodownik                       | Wiktor Górski          | 1 II 1939 – 30 IV 1939 |
| starszy strażnik podchorąży      | Jan Pawlicki           | 1 V 1939               |

## Struktura organizacyjna
Organizacja komisariatu w 1939:
- komenda − Filipów
- placówka Straży Granicznej I linii „Czarne”
- placówka Straży Granicznej I linii „Filipów”
- placówka Straży Granicznej I linii „Bakałarzewo”
- placówka Straży Granicznej I linii „Gębalówka”
- placówka Straży Granicznej II linii „Suwałki”
- placówka Straży Granicznej II linii „Filipów”